# Erotismo
L'erotismo (dalla lingua greca ἔρως-eros, la divinità maschile Eros dell'amore) è l'insieme delle varie manifestazioni del desiderio sessuale che attrae verso qualcuno o qualcosa e il tipo di relazione che si instaura tra i soggetti coinvolti. Secondo Platone nel momento in cui ne sentiamo la mancanza l'oggetto erotico ci attira verso di sé con la forza di una calamita (cit dal Simposio). Si può pertanto provare attrazione erotica, spirituale e fisica insieme o separatamente, per una persona, ma anche per la sua rappresentazione (vedi ad es. la leggenda della statua di Pigmalione).

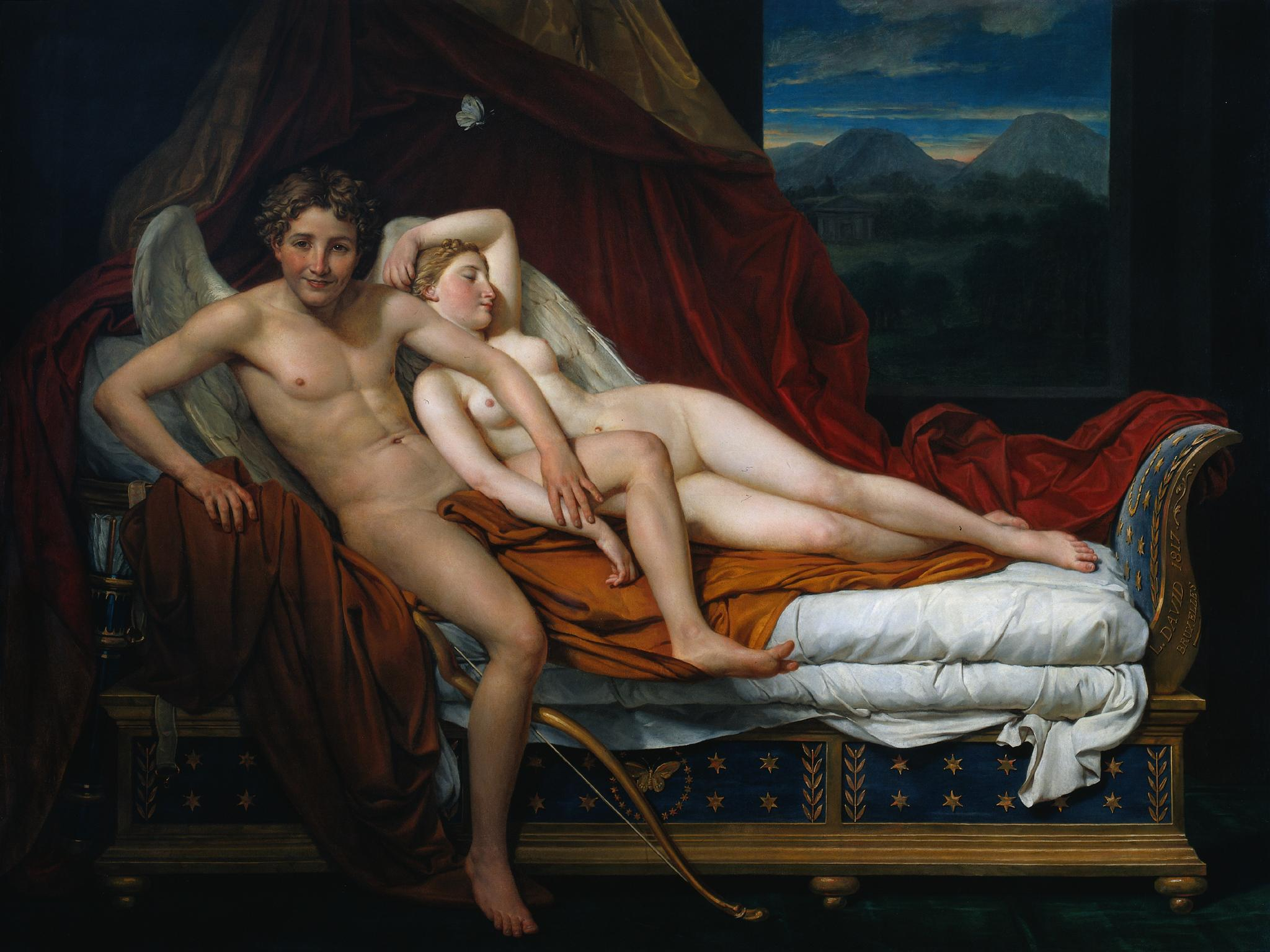
Jacques-Louis David, Eros e Psyche (1817)

## Caratterizzazione

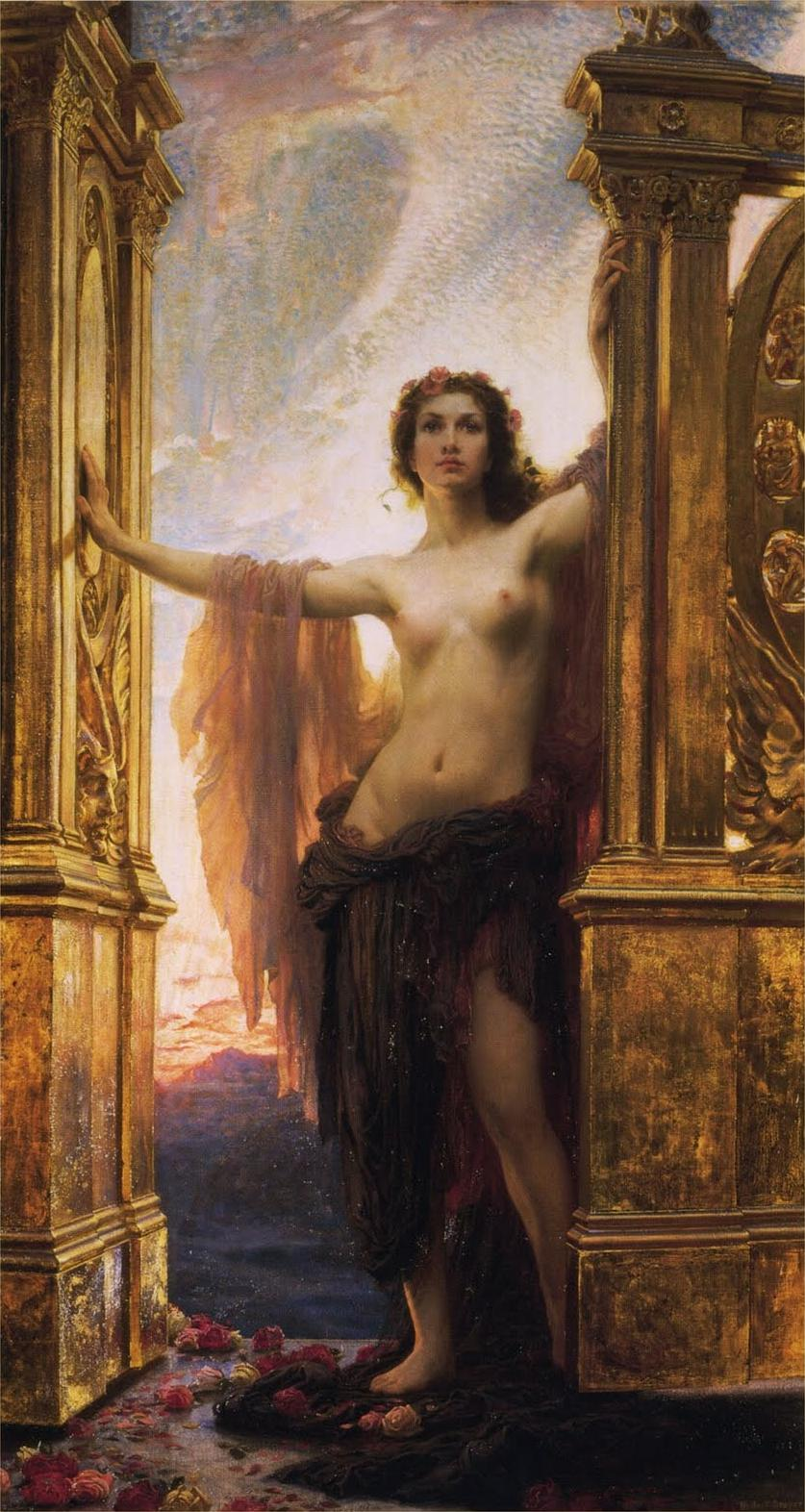
I cancelli del tramonto o le porte dell'occaso (1900), di Herbert James Draper.

Erotismo e sensualità sono due termini strettamente collegati ed interconnessi l'uno con l'altro, questo anche quando non si trovano ad avere il medesimo significato, in quanto entrambi vengono a riferirsi ad un tentativo di attrarre ed incoraggiare l'attenzione altrui.
L'erotismo può dipendere anche da un qualche cosa di completamente innocente, come uno sguardo profondo e sostenuto in un momento inaspettato, sfiorare o sussurrare qualcosa all'orecchio della persona desiderata, o urtarla con apparente inconsapevolezza; fino a giungere a qualcosa di più sensuale. Per tutte queste ragioni si può affermare che l'erotismo è parte di una cultura sociale, al contrario per esempio della pornografia, che è parte di un comportamento sessuale intimo.
La dicotomia esistente tra amore romantico (erotico) e amore platonico di solito non è così assoluta come potrebbe a prima vista apparire, ma è lasciata all'associazione tra amore e storia d'amore, che si fa disinteressata e si suppone aver raggiunto un certo grado di sublimazione; ed è proprio questa la distinzione che fin dall'antichità i Greci intendevano tra eros e agape (il secondo è amore solidale, si potrebbe dire già pienamente romantico), in latino tradotta come la differenza che vi è tra cupiditas e caritas.
L'erotismo è anche sempre ben presente all'interno dei vari sistemi di credenze religiose, ma può essere trovato in due aspetti apparentemente molto opposti: nei testi mistici della cristianità cattolica ad esempio, da San Giovanni della Croce a Santa Teresa di Lisieux, posseggono una retorica che ha direttamente riempito di erotismo sublimato le invocazioni dirette alla divinità.
Anche nel mondo classico greco-romano vi è un evidente contrasto tra la "passione", con abbondanza di arte erotica (che va distinta da quella pornografica), e la severa castità-verginità imposta ad esempio alle sacerdotesse vestali.
L'erotismo non va neppure confuso col feticismo, che è deviazione della libido verso particolari oggetti o parti del corpo, di modo che la semplice vista o anche solo l'immagine mentale del feticcio provoca il desiderio sessuale.

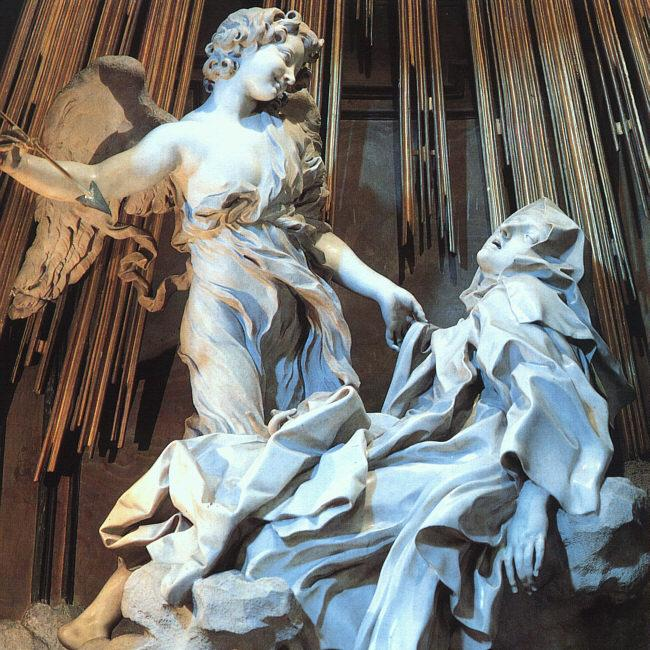
L'estasi di Santa Teresa.

Una percezione più intellettuale dell'erotismo comprende aree tematiche in cui si presume superficialmente la sua mancanza, per esempio la scultura di Gian Lorenzo Bernini intitolata Estasi di santa Teresa d'Avila, dove viene rappresentata l'estasi mistica della santa spagnola con l'espressione di una donna in stato di profonda estasi fisica del tutto simile all'orgasmo.
L'erotismo è in definitiva un dispositivo complesso, in quanto copre i vari componenti sia del personale che del sociale, andando dalla biochimica all'arte; può generare attrazione sessuale che può essere adeguatamente ed opportunamente incanalata.

### L'erotismo è differente dalla pornografia
Va distinto l'erotismo dalla pornografia: nell'erotismo infatti è importante la presenza di un'emozione, laddove la pornografia si caratterizza per la netta separazione fra la sessualità (esibita nella sua crudezza) e il sentimento amoroso, che ne è escluso: in questo ambito gli appassionati di manga distinguono il genere ecchi (elegante ed erotico) dall'hentai (forte e pornografico).
L'erotismo si distingue dalla pornografia in quanto quest'ultima si definisce per ciò che viene mostrato (vale a dire il rapporto sessuale mostrato esplicitamente), laddove l'erotismo è definito da ciò che si sente (corrispondente sia all’attrazione sessuale che al vissuto emotivo interiore, senza mostrare nessun atto sessuale). La pornografia non è quindi un erotismo più corposo, appartiene invece proprio ad un altro campo semantico.
Nel linguaggio comune il termine pornografia è spesso erroneamente inteso come una semplice intensificazione di erotismo; un film erotico non mostra gli organi sessuali così come fa un film porno, il quale da par suo non è erotico, vale a dire in grado di provocare emozioni sensuali nello spettatore. La pornografia va dunque vista come una forma opposta all'erotismo; quest'ultimo è considerato elegante e sottile, capace di affascinare proprio perché non mostra quelle parti del corpo supposte essere oscene.
I termini inglesi soft ("leggero"), da cui softcore, e hard ("duro"), da cui hardcore vengono specificatamente utilizzato per differenziare la leggerezza dell'erotismo dalla durezza della pornografia. André Breton ha riassunto la questione riguardante la distinzione dei due significati così: "La pornografia è l’assenza dell'erotismo" (quello che non ci appartiene intimamente e che non ci piace, noi lo giudichiamo non più erotico, bensì pornografico).

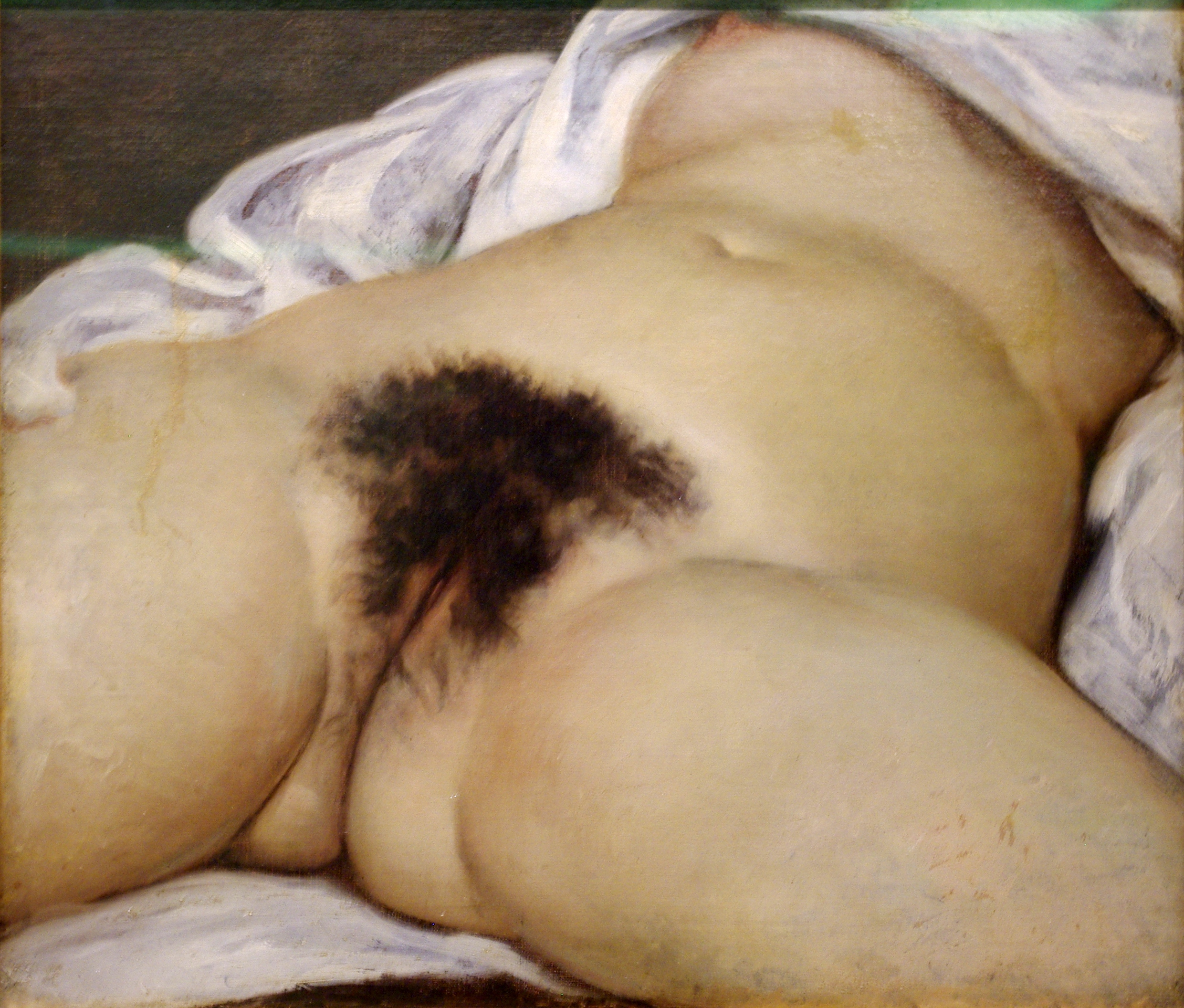
L'origine del mondo di Gustave Courbet

## Approccio filosofico
In ambito filosofico vari pensatori si sono cimentati nelle questioni riguardanti l'erotismo, da Socrate, la cui intera filosofia è legata al tema di Eros e Verità, del bello che rimanda al buono e al giusto, fino ai contemporanei Michel Henry, Roland Barthes, Vincent Cespedes e Jean-Clet Martin.

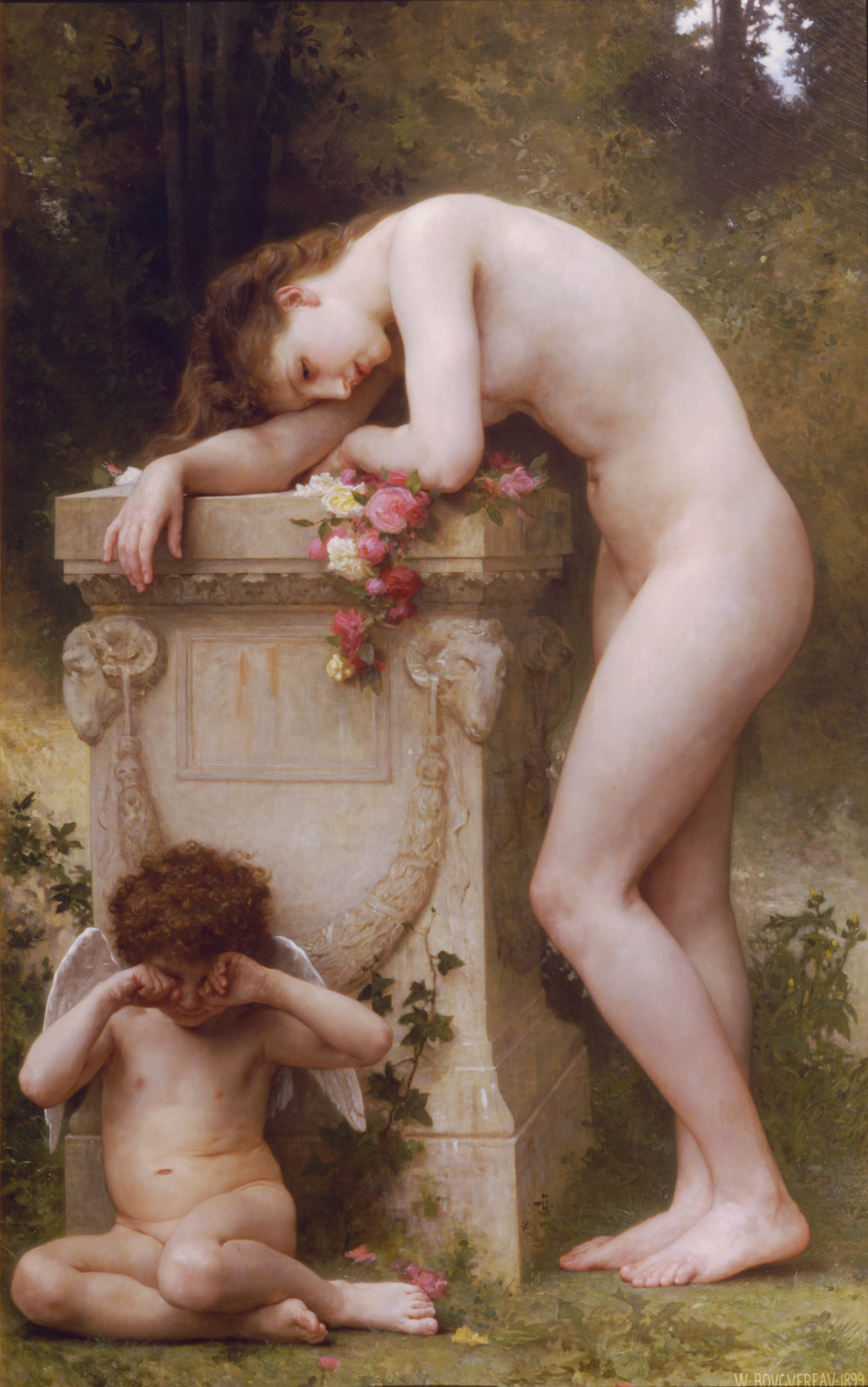
Elegia (1899), di William-Adolphe Bouguereau.

### Erotismo e finitezza
Secondo il filosofo e scrittore francese Georges Bataille l'erotismo è intrinsecamente associato alla finitezza a cui è destinato l'individuo; l'uomo finito, centrato su se stesso, si sente spinto ad unirsi a qualcosa d'altro e a rischiare così di perdersi negli altri, nella "comunità carnale"; comunità di sensi e sentimenti scrive Lévinas per descrivere la vicinanza sensibile dei corpi, vale a dire quella che induce al sentimento erotico che prelude alla voluttà.
L'erotismo deve molto anche al senso di curiosità, ovvero al fascino provato nei confronti di un corpo che non è il proprio. Più approfonditamente, erotismo è promessa di una coincidenza, interiore ed esteriore, con l'altro; un coincidere di sensazioni e sentimenti che però rimane distinto dall'unione fisica di per sé, ché tra questi due mondi vi sono persone separate: vedi il discorso messo in bocca ad Aristofane nel Simposio di Platone.
Secondo questa linea di pensiero "platonica" pertanto, l'atto fisico d'amore è parte di una profanazione, la mera sessualità partecipa della profanazione nei confronti dell'erotismo (vedi amore platonico). Erotismo è innanzi tutto gioco, ove quello che cerca di ottenere qualcosa si espone mentre l'altro si ritira, per Jean-Paul Sartre si tratterebbe di una vera e propria verità indubitabile: si invita così il partner ad investire il suo corpo, ad essere il suo corpo e ad offrirsi, non come mera e cieca carne ma in quanto fisicità abitata da una persona che è libertà.
Anche nel succitato Simposio vediamo Socrate spiegare che l'erotismo è superiore, vive e vede più in alto rispetto alla comunità e alla complementarità degli amanti; è un'indicazione verso il Vero. Così come accade per la fede religiosa, anche l'erotismo giunge a confrontare l'individuo (immerso nella propria finitezza e condannato alla propria limitazione) ad una forza creativa che lo trascende: questa può essere chiamata Dio, ideale di Bellezza, Vita, sessualità in senso biologico, capacità e forza riproduttiva.
Sacralizzata, la sessualità è tanto spaventosa quanto seducente; secondo Bataille (vedi L'erotismo (Bataille), 1957) non è affatto immorale, bensì sospende la morale individuale in nome della vita e della specie. L'erotismo ha poi in comune con la morte il fatto di smentire la chiusura di sé dell'individuo, della sua coscienza più intima all'altro, all'alterità.
 Il desiderio sessuale, legato alla riproduzione, oltrepassa l'orizzonte dell'istinto di autoconservazione: l'individuo non si riproduce perché è mortale, ma è mortale perché la vita possa perennemente rinnovarsi.

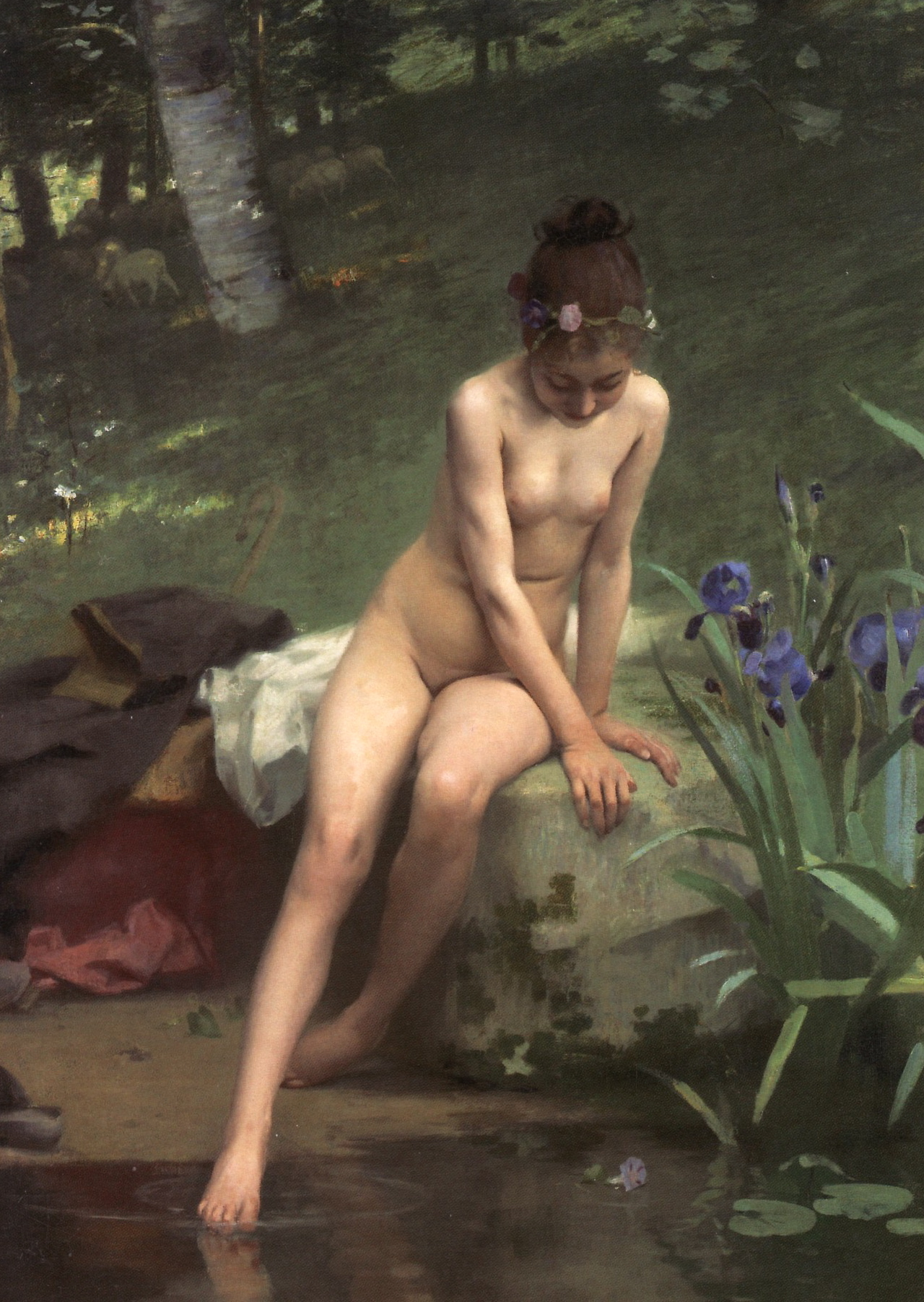
La pastorella (1892), di Paul Peel.

### Sessualità e seduzione
Simone de Beauvoir ne Il secondo sesso sottolinea come, nel caso dei mammiferi, la sessualità assuma un significato radicalmente differente per il maschio e per la femmina; in quest'ultima l'individualità non si afferma: durante il rapporto sessuale la femmina abdica e rinuncia a sé a favore del partner, il quale reclama dalla femmina una tal abdicazione con l'intento d'affermare se stesso.
Inoltre, sempre secondo la saggista femminista, il maschio svolgerebbe principalmente il ruolo di tentatore ed aggressore, questo per poter manifestare la propria potenza vitale "per un lusso gratuito e magnifico" (il piacere sessuale). La civetteria, che consiste nel rifuggire da ciò che più intimamente si ricerca, nel finto rifiuto di donarsi, è allora l'espressione della paura della donna, che vive nella sua carne l'alienazione di sé espressa dall'essere posseduta sessualmente e dalla schiavitù data dalla gravidanza e dal parto.
L'erotismo è tuttavia contrario alla brutalità del desiderio, o almeno ne rappresenta un suo raffinato travestimento; Alain scrive a proposito della "danza dell'amore", che è un bene se "l'animale durante l'atto sessuale non si mostra troppo agli altri, in quanto è proprio allora che si umanizza". L'erotismo manifesta sia la prossimità e la vicinanza alla frenesia, all'eccitazione e al desiderio di possesso fisico, sia la capacità di trattenersi, di rinunciare al possesso reale in favore dell'immaginazione.
 Si tratta di una sublimazione, non tanto per distaccarci dalla sessualità, quanto per purificarne certi aspetti risultanti maggiormente difficoltosi: l'erotismo è in tal modo sessualità che diventa arte e ritmo.
È quindi corretto distinguerlo dalla pornografia, che è la forma più brutale di negazione del desiderio e della personalità dell'altro; l'osceno partecipa della realtà, è realismo allo stato puro, presentando la carne e l'atto dell'espressione sessuale in tutta la sua materialità e nient'altro. Oltretutto la pornografia nega l'essenza del femminile, la quale esiste qui solo sottomessa e posseduta, dominata e brutalizzata: si riveste la femminilità di purezza per poter meglio spogliarla e violentarla, in perfetto stile sadico.
Il pensatore Emmanuel Lévinas scrive che "il bello dell'arte inverte la bellezza del volto femminile", privandola della sua profondità e del suo disordine carnale, rendendo la piena bellezza di una forma ricoperta di materia indifferente come lo è un dipinto o una statua. Questo rovesciamento nell'autore di matrice giudaico-cristiana è anche un'allusione all'amore platonico, qui concernente la giovinezza che mira ad ammantarsi ed elevarsi ad un grado maggiore di sublimazione della bellezza del corpo in direzione della bellezza ideale dell'anima.
 Ma di fronte alla nudità erotica il volto si oscura, in quanto in essa viene prolungata, tramite l'intrinseca ambiguità che la contraddistingue, l'animalità istintiva. L'ambiguità della bellezza sarebbe allora quella del volto stesso, che a volte richiede rispetto ed altre si offre alla profanazione.

### Libertinismo
Il filosofo tedesco Arthur Schopenhauer rimase colpito dal contrasto esistente tra la leggerezza e le battute brillanti dell'uomo in società e l'estrema serietà che invece ogni specie animale ha di fronte all'atto sessuale. Ha paragonato inoltre il gioco erotico ad un semplice richiamo, ad una trappola tesa dalla vita stessa (dall'istinto di vita) nei confronti dell'intelligenza e dell'individualità degli amanti.
 Ma a questo punto possiamo altresì rimarcare, rovesciandone i termini, che l'erotismo - preoccupandosi poco o nulla della procreazione - prolunga il piacere e il desiderio, rispetto a quanto accade invece al desiderio sessuale lasciato a se stesso il quale molto rapidamente s'esaurisce.
L'erotismo è da questo punto di vista profondamente ed esclusivamente umano, difatti proprio la specie umana si distingue da tutte le altre forme animali per il fatto che non conosce più l'alternanza animale costituita dall'indifferenza sessuale e dalla stagione degli amori. È in questo spazio di indeterminatezza che si sviluppa sia la moralità che la licenziosità; il desiderio non è più tanto provocato dalla Natura, quanto dall'arte della seduzione. Il piacere supera qualsiasi legittimazione biologica o sociale per apparire in tutta la sua gratuità e leggerezza giocosa.

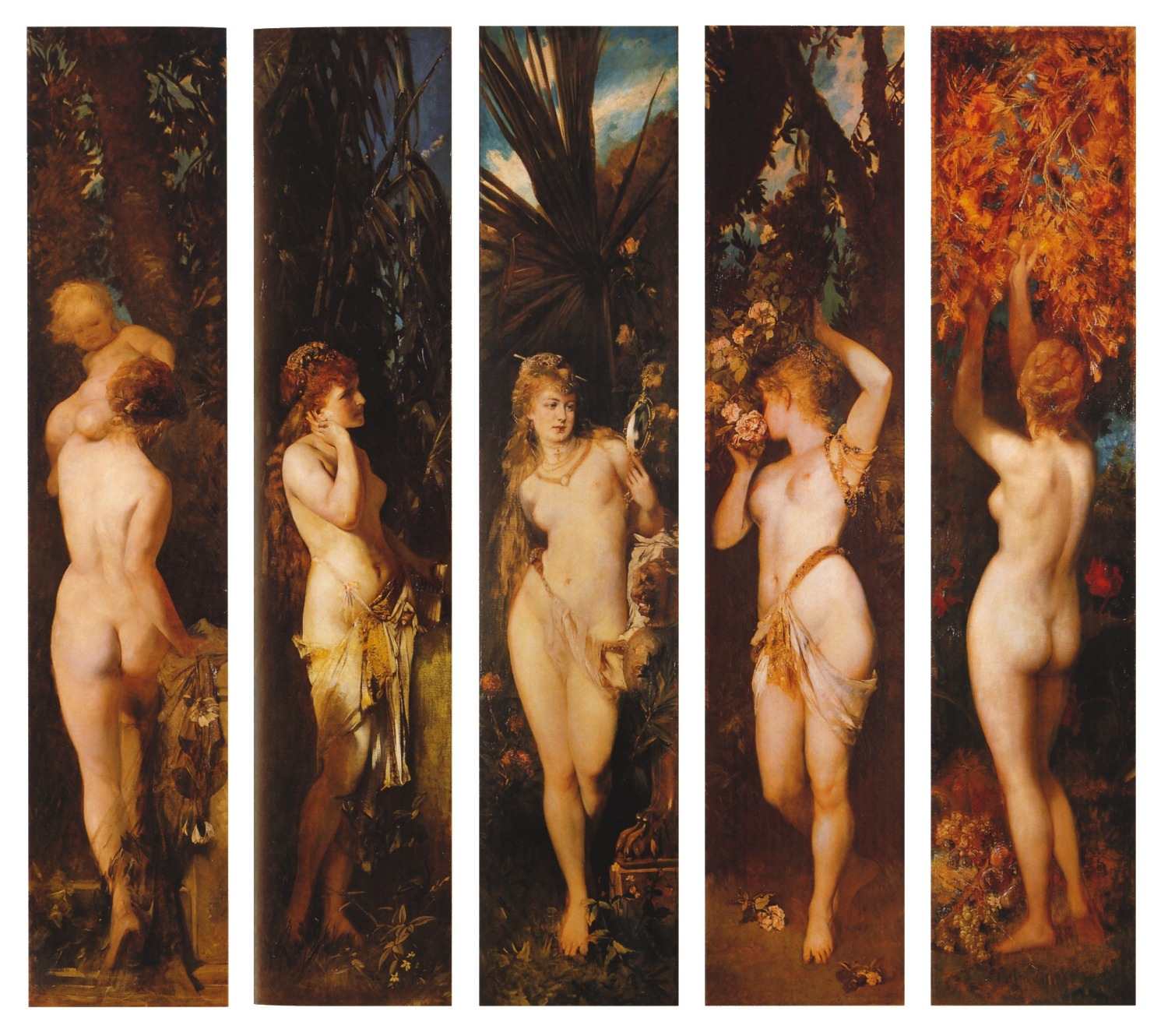
I cinque sensi, di Hans Makart.

L'erotismo si fonde poi con tutto ciò che la cultura e l'ingegno aggiungono o sottraggono alla sessualità, per renderla un gioco piacevole e desiderabile. L'amore stesso sembra essere troppo restrittivo e serio. Nel Fedro Platone fa dire all'oratore Lisia che è molto meglio favorire ed incoraggiare le imprese seduttive di coloro che non ci amano, in quanto sono meno invadenti ed incoerenti di coloro che ci amano.
 L'erotismo è quindi una forma di civiltà, come l'arte o la conversazione; tuttavia vige il tentativo di deridere o banalizzare la soddisfazione data dal gioco erotico, simile in ciò a chi annusa con l'acquolina alla bocca una buona pietanza senza addentarla. Ma l'erotismo in sostanza non è il confronto con un altro corpo e un'altra persona, ma fa parte del mistero, di un'esperienza di alterità della coscienza.
Vi è anche infine la sfida costituita dalla licenziosità e dal libertinaggio, così come viene mostrato nella figura di Don Giovanni. L'individuo gioca qui con il fuoco, "con le corna del toro" secondo l'espressione di Michel Leiris; vale a dire che i sacri poteri del sesso e della morte fanno pericolosamente correre il rischio all'uomo di bruciarsi ed ammalarsi. Sfida le forze che minacciano la sua individualità ed indipendenza, matrimonio, malattia e amore, per ritrovarsi infine immutato.
Il libertinaggio poi s'avvicina pericolosamente al maschilismo, Simone de Beauvoir ha notato infatti che il maschio si distacca immediatamente dalla femmina dopo che l'ha fecondata; in questo modo il maschio, dopo aver temporaneamente oltrepassato la propria individualità, in essa nuovamente si rinchiude soddisfatto. Solamente con l'avvento delle tecniche di contraccezione di massa e della liberalizzazione morale condotta dalla rivoluzione sessuale anche alle donne viene per la prima volta permesso questa forma di gioco, sia nell'ambito dell'erotismo che della pornografia.

## Approccio psicoanalitico
Nella teoria freudiana, invece, il desiderio erotico è concepito come libido, ovvero come un impulso fondamentale che muove l'essere umano verso la ricerca del piacere. L'oggetto erotico, quindi, in questo caso è investito eroticamente come potenziale fonte di soddisfazione della pulsione.
In relazione all'arte non è possibile applicare la scala di valori di una moralità a uso della pedagogia popolare. L'arte ha fatto instancabilmente della sessualità il proprio oggetto: in modo elevato oppure grottescamente osceno; ma se esiste un'arte oscena, un'arte immorale non è invece concepibile, perché è per sua natura disciplina morale. Essa è sempre una positiva emanazione dello spirito umano e anche il tema più impudico è da essa moralmente riabilitato.

## Autori e opere
Una certa curiosità nei confronti dell'erotismo è del tutto naturale negli esseri umani. Sin dai tempi antichi, la rappresentazione della nudità, in raffigurazioni come quelle della Venere di Milo o delle divinità della fertilità sulle pareti delle grotte preistoriche costituiscono la prova di questo interesse archetipico: il nudo artistico si è espresso coerentemente in tutte le culture e in tutte le epoche storiche, dall'uomo delle caverne a quello d'oggi.
L'erotismo può altresì esplicitarsi in forme e attività non direttamente connesse al suo appagamento concreto, ovvero mediante l'immaginazione o la fantasia. In questi casi esso può concretizzarsi in veri e propri prodotti artistici o intellettuali, come la fotografia, la letteratura, il cinema, la pittura, la pubblicità, etc.
Alcune delle opere di erotica classica di seguito elencate sono rappresentative per l'accanimento, ai limiti dell'odio, con cui son state perseguitate, assieme ai loro autori.

### Letteratura
Il carattere impudente e satirico di molta letteratura medioevale finì raccolta in canzonieri e antologie. La forma popolare e la trasmissione orale è stata parte naturale integrante della cultura dell'epoca, e che le autorità consideravano per lo più inoffensiva. Nuove esigenze d'intrattenimento si sono verificate con l'espansione del pubblico durante l'epoca rinascimentale.
Nel contesto della Controriforma il libertinismo filosofico si è venuto ad opporre di petto alla Chiesa cattolica e al papato romano, causando anche forti e duraturi conflitti, che nel tempo si sono intensificati anche grazie al romanzo libertino, parte integrante delle tensioni che hanno generato l'epoca contemporanea.
Gli autori e le opere elencate di seguito sono solo i casi più rappresentativi di un insieme molto più ampio, che copre praticamente tutta la storia della letteratura.
- Il Decameron di Giovanni Boccaccio
- I Ragionamenti, i Dubbi amorosi e i Sonetti lussuriosi di Pietro Aretino
- Kōshoku Ichidai Otoko di Ihara Saikaku
- Fanny Hill. Memorie di una donna di piacere di John Cleland
- Storia della mia vita di Giacomo Casanova
- La filosofia nel boudoir e Le 120 giornate di Sodoma del Marchese de Sade
- Il Piccolo galateo erotico per fanciulle di Pierre Louÿs
- L'amante di Lady Chatterley di David Herbert Lawrence
- Tropico del Cancro di Henry Miller
- Histoire d'O (romanzo) di Pauline Réage
- Lolita (romanzo) di Vladimir Nabokov
- Emmanuelle (romanzo) di Emmanuelle Arsan
- L'amante (romanzo) di Marguerite Duras
- Agata e altre storie di sesso di Alfred Luna

Ancora ai giorni d'oggi esiste una copiosa letteratura erotica scritta in genere da e per gli uomini (anche le poche donne che ne scrivono, si rivolgono in genere ad un pubblico maschile); negli ultimi anni si è assistito tuttavia al crescere dell'interesse femminile per questo tipo di letteratura, probabilmente in relazione al mutamento dei costumi (liberazione sessuale) avvenuta a partire dalla seconda metà del Novecento nella cultura occidentale.

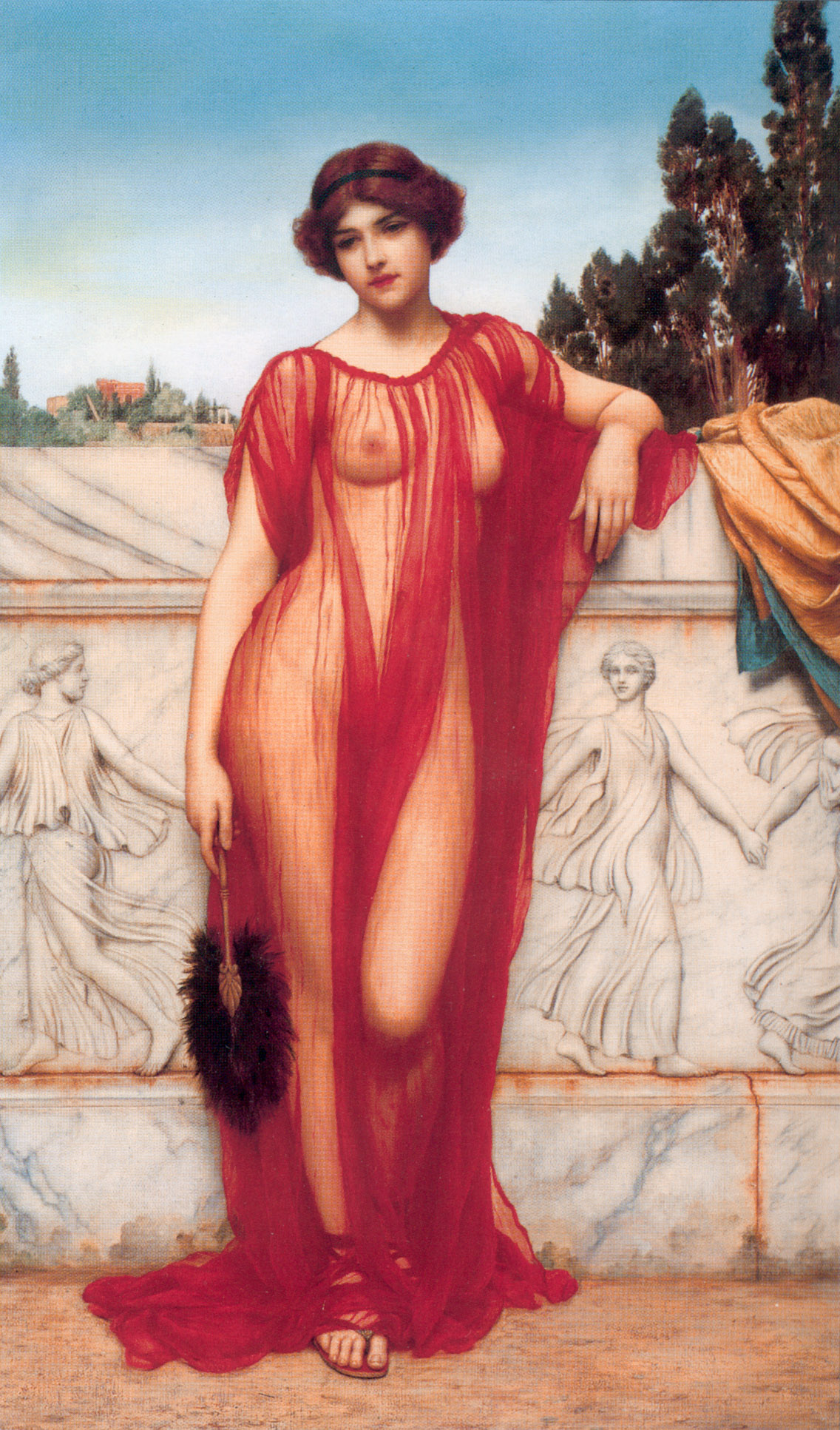
Athena con un vestito trasparente (1908), di John William Godward.

### Disegno e pittura

La Maddalena penitente (1825), di Francesco Hayez, alla "Galleria civica d'arte moderna" di Milano.
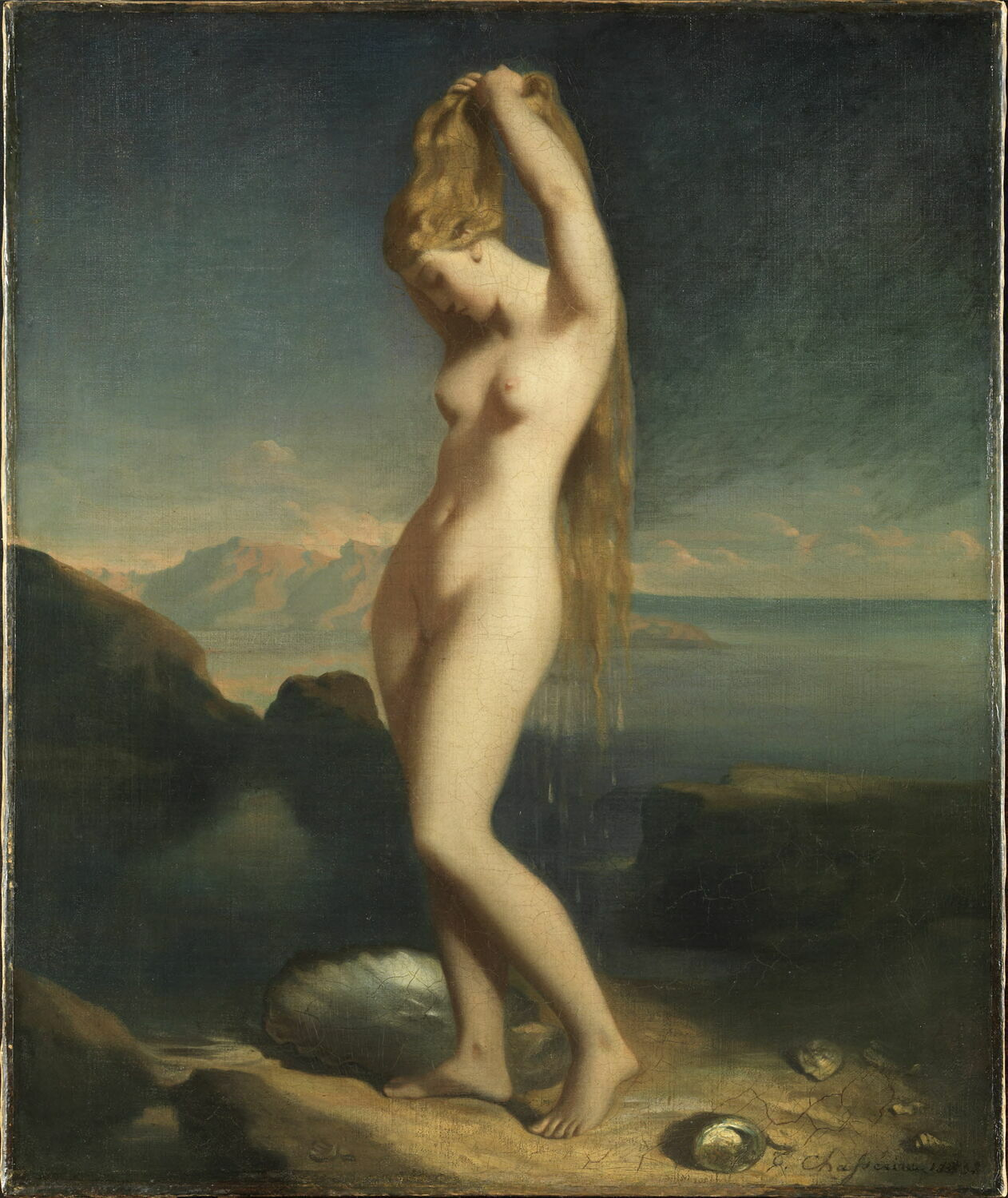
Venere Anadiomene (1838), di Théodore Chassériau, al Museo del Louvre a Parigi.
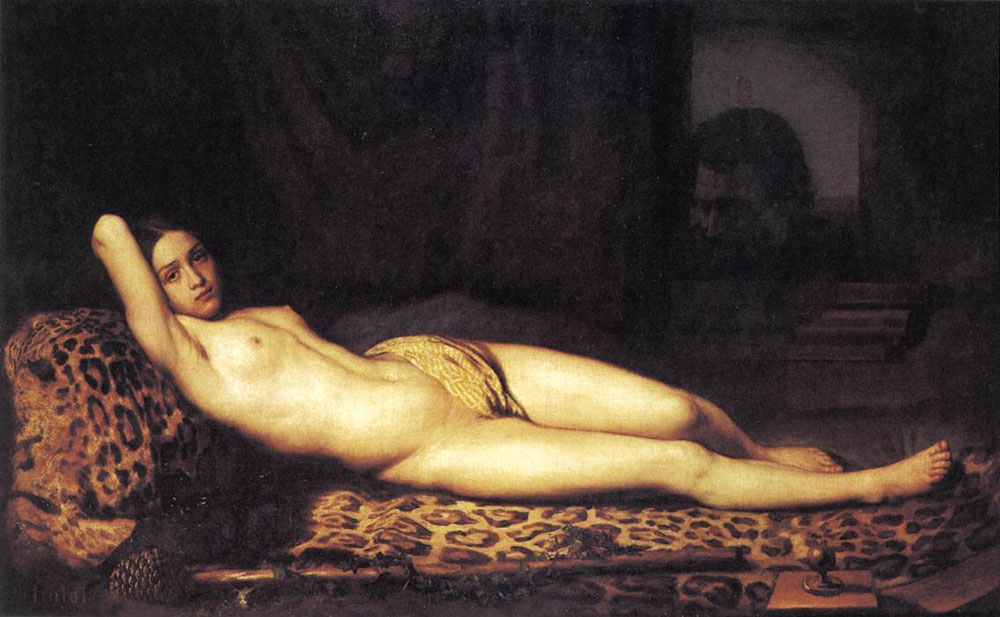
Ragazza nuda sopra una pelle di pantera (1844), di Félix Trutat, al Louvre.
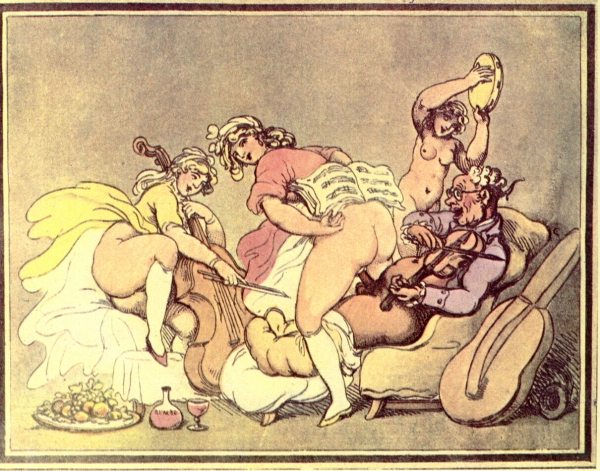
Il concerto, di Thomas Rowlandson.

Per lo più le scene con figure di nudo artistico che rimandano a pittori del Rinascimento su patronato di cardinali o papi e i re e nobili delle corti europee (incluso il molto austero Filippo II di Spagna) venivano avvolte da un pretesto mitologico e destinate a decorare saloni o camere da letto, in tal modo non generavano alcuna polemica sulla loro liceità o moralità.
Ma quando Marcantonio Raimondi fece di propria iniziativa stampare nel 1524 una serie di sedici cosiddette "stampe oscene", che cominciarono presto ad essere distribuite tra un gruppo più ampio di persone, il papa Clemente VII s'impegnò al massimo per cercare di farle distruggere.
Praticamente tutti i pittori che sono diventati parte della storia dell'arte, e anche molti tra quelli che non vi sono giunti, hanno dipinto scene erotiche, quasi sempre a causa della domanda proveniente dai committenti esterni, ma in rari casi anche per proprio gusto e scelta personale. Questo aspetto generalmente rappresenta solo una minima parte dell'intera opera dell'artista; alcuni casi importanti includono, oltre il già citato Raimondi, anche Giulio Romano ed Agostino Carracci nel XVI secolo; Tiziano, Rembrandt, e l'estetica giapponese Ukiyo-e tra il XVI e il XVII secolo; François Boucher, Thomas Rowlandson, Gustave Courbet e Henri de Toulouse-Lautrec, Félicien Rops e Peter Fendi, Achille Devéria e Johann Heinrich Füssli, Marià Fortuny i Marsal (col suo "Studio della vulva datato 1872; ma anche e soprattutto con gli innumerevoli nudi maschili e infantili), Mihály Zichy nel XIX secolo; fino a giungere a Gustav Klimt, Egon Schiele e molti altri pittori del XX secolo.

### Scultura

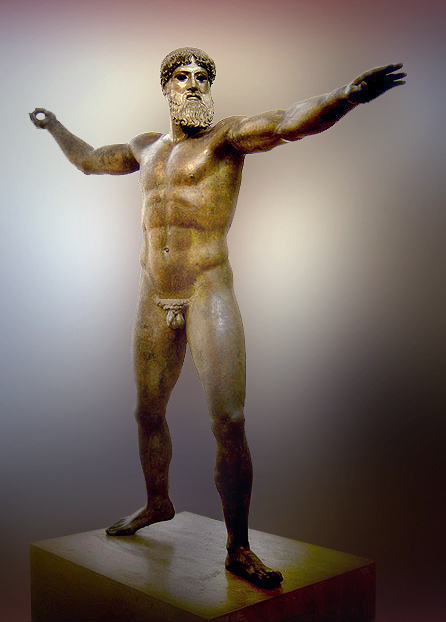
Cronide di Capo Artemisio (480-70 a.C. circa), al Museo archeologico nazionale di Atene.
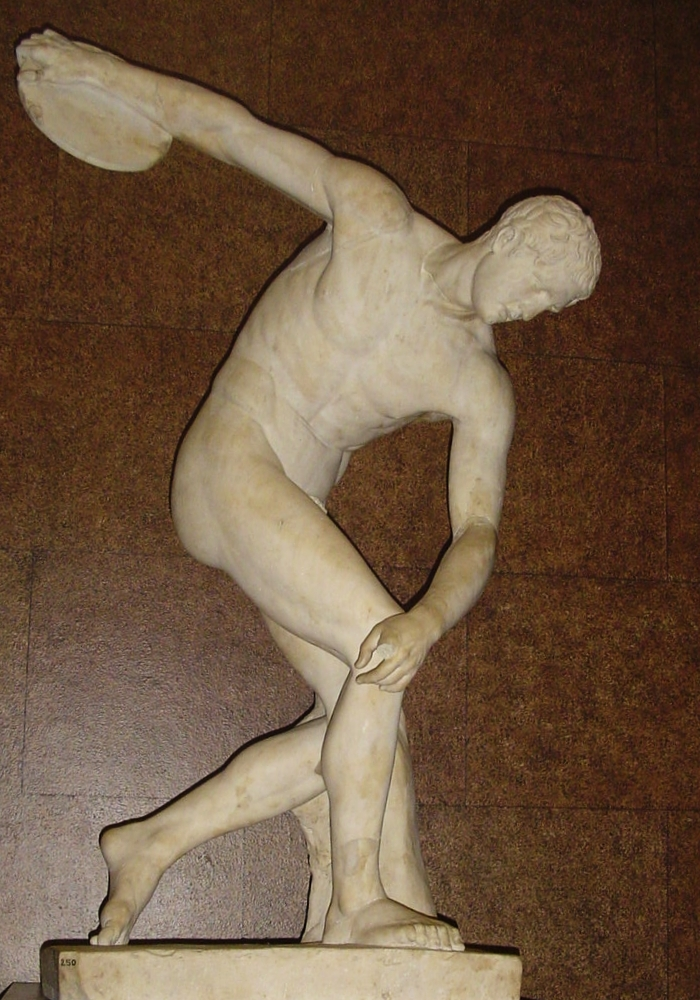
Il Discobolo di Mirone (455 a.C.), al British Museum di Londra.
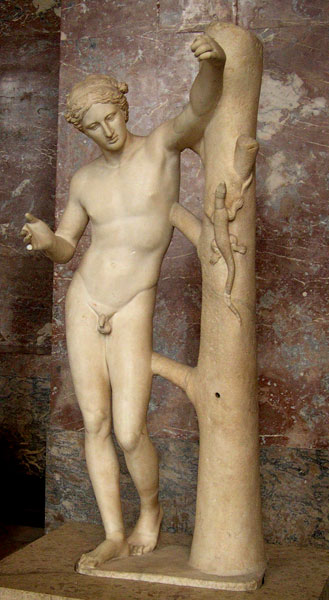
L'Apollo sauroctono (360 a.C.), di Prassitele, al Museo del Louvre di Parigi.
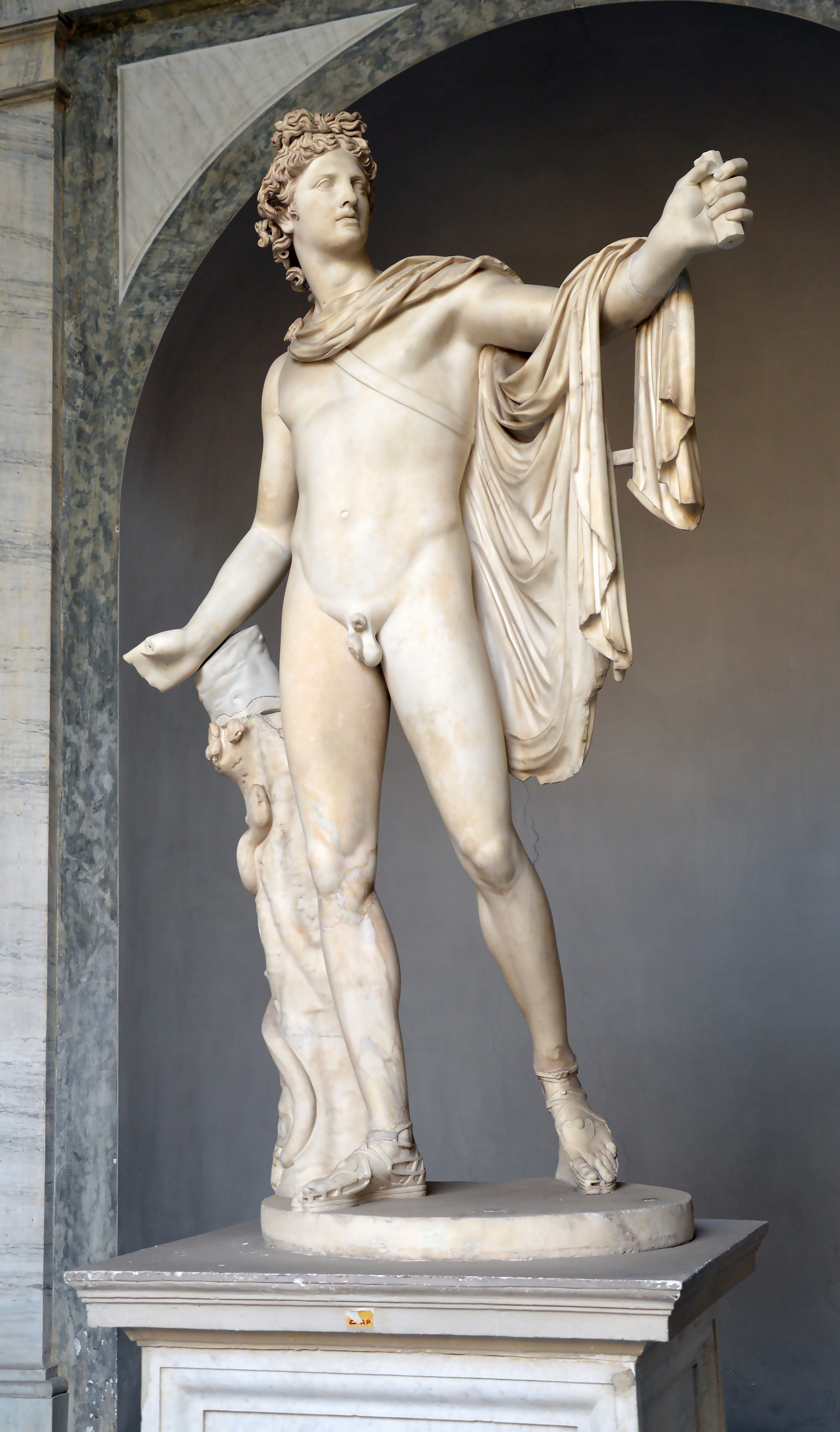
L'Apollo del Belvedere (350-325 a.C.), di Leocare, al Museo Pio-Clementino della Città del Vaticano.
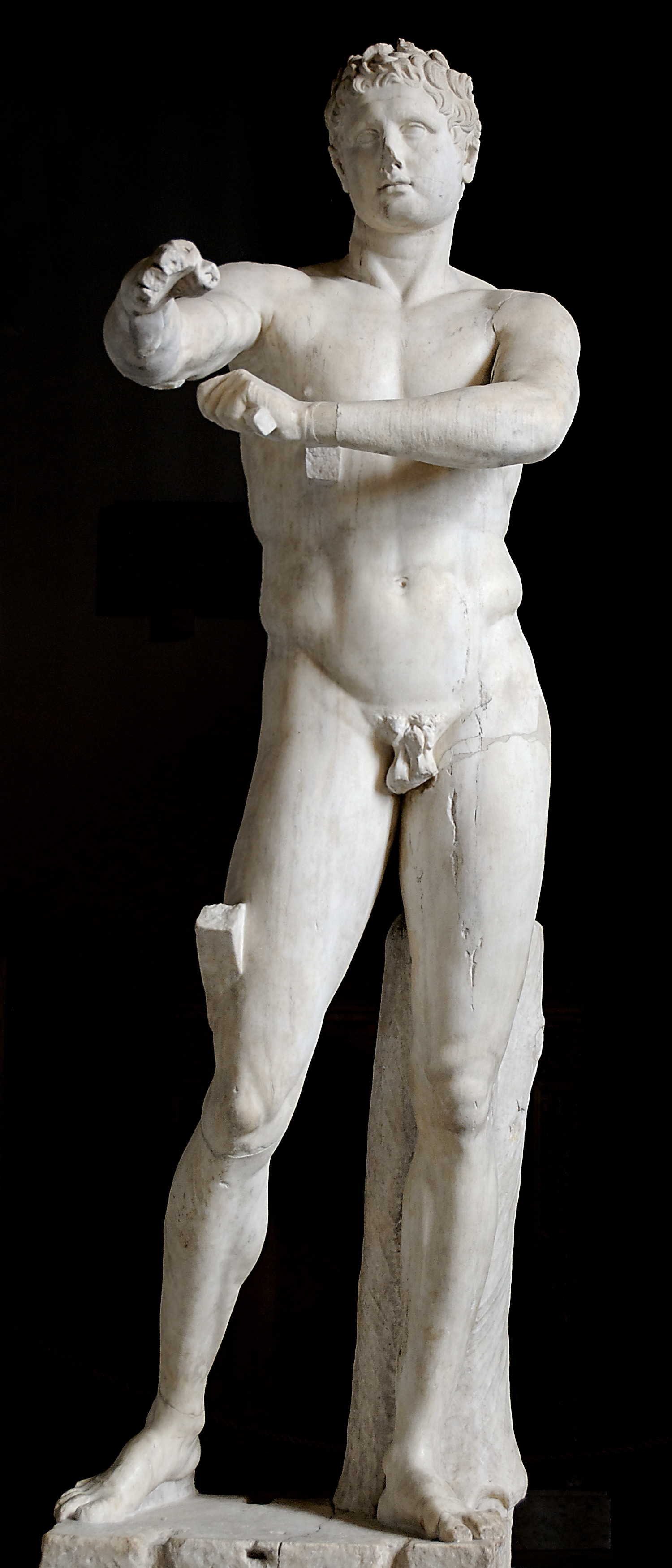
Apoxyómenos (340-330 a.C.), di Lisippo, al Museo Pio-Clementino facente parte del complesso dei Musei Vaticani.

Le fonti scritte non sono sufficienti da sole per far conoscere un'intera cultura, gli oggetti che ci parlano della vita quotidiana sono indispensabili quando ci si tuffa nel passato cercando di dar voce, colore e luce a quelle storie perdute.
 Pertanto, nonostante la più che abbondante letteratura che abbiamo sia dei Greci che dei Romani, molto più di questa è l'arte erotica di queste due antiche civiltà ed estratta dalle viscere della terra grazie al lavoro svolto dall'archeologia ad aiutarci a comprendere meglio i costumi sessuali dei nostri diretti antenati.
La scoperta dell'arte erotica di Pompei e Ercolano, datata 79 d.C. e venuta alla luce 1700 anni più tardi, scioccò la civiltà puritana e moralista settecentesca europea; come racconta lo studioso Kurt Wilhelm Marek in Civiltà sepolte. Il romanzo dell'archeologia, quando i primi reperti di questo tipo cominciarono ad emergere il re Carlo di Borbone - traumatizzato dalla vista di un satiro che sodomizzava una capra - inviò immediatamente tutte quelle opere a Roma per farvele "rinchiudere".
I professori britannici dell'era vittoriana ebbero reazioni del tutto simili e preferivano non mostrare agli studenti le statue nude greco-romane, per non correre il rischio di "pervertirli"; egualmente soffrirono gli studiosi ed eruditi davanti all'innumerevole arte ceramica Greca del periodo arcaico (800-480 a.C.) con scene esplicite di pederastia, vedendosi così obbligati a coniugare l'ammirazione per i grandi filosofi antichi con l'idea che questi avessero anche rapporti sessuali con i ragazzini.
Una cosa era scoprire nei monumenti dell'India orientale altorilievi che illustravano le posizioni sessuali, un'altra il dover riconoscere che i nostri diretti antenati veneravano la bellezza e l'erotismo senza vergogna alcuna; la mentalità occidentale, che vede ancor oggi istintivamente il sesso come un qualche cosa di peccaminoso, fa sì che vi siano casi in cui la rappresentazione della nudità o oggetti di arte erotica vengano tenuti separati in alcuni musei per non offendere la sensibilità di alcuni visitatori.
Eppure è quantomai difficoltoso avvicinarsi ai costumi e alla psicologia delle trascorse civiltà indipendentemente dalle scene erotiche riflesse dappertutto nei loro oggetti di uso più quotidiano come pentole, piatti, lucerne o specchi, vasi, statuette e gioielli, rilievi presenti all'interno dei templi, nei monumenti e nelle abitazioni private, amuleti, ex-voto ed altra oggettistica d'impronta religiosa. Qui l'erotismo e la sensualità, fino alla più esplicita sessualità, si sono incarnati in diverse forme d'espressione, fino ad esser trattati in un'ampia varietà di tali casi con una buona dose di umorismo.
Inoltre, non tutti gli oggetti o statue con motivi erotici erano destinati a provocare eccitazione sessuale; precisamente, molti dei motivi che risultarono osceni ai primi ricercatori erano in realtà collegate a credenze religiose del mondo classico, che potevano spaziare dalla prostituzione sacra al simbolismo fallico.
 Come in molte altre culture antiche, il culto delle divinità della fertilità che è rappresentato con simboli di sessualità ostentata, ha avuto un significato particolare ed una speciale importanza sia nella religione greca che in quella romana: così, il "demone" che scandalizzò tanto il re di Borbone non era altri che l'arcadico dio caprino Pan, spirito vitale della natura e della fertilità, adorato dai pastori e dagli agricoltori argivi.
Alcuni dei pezzi più importanti tra quelli recuperati negli scavi di Pompei antica sono romani; Walter Kendrik ne ha studiato i problemi sorti e l'influenza decisiva che ebbero nella concettualizzazione contemporanea di erotico e pornografico, ma anche grazie alle decine di sculture erotiche risalenti al X secolo ritrovate nell'allora Impero anglo-indiano.

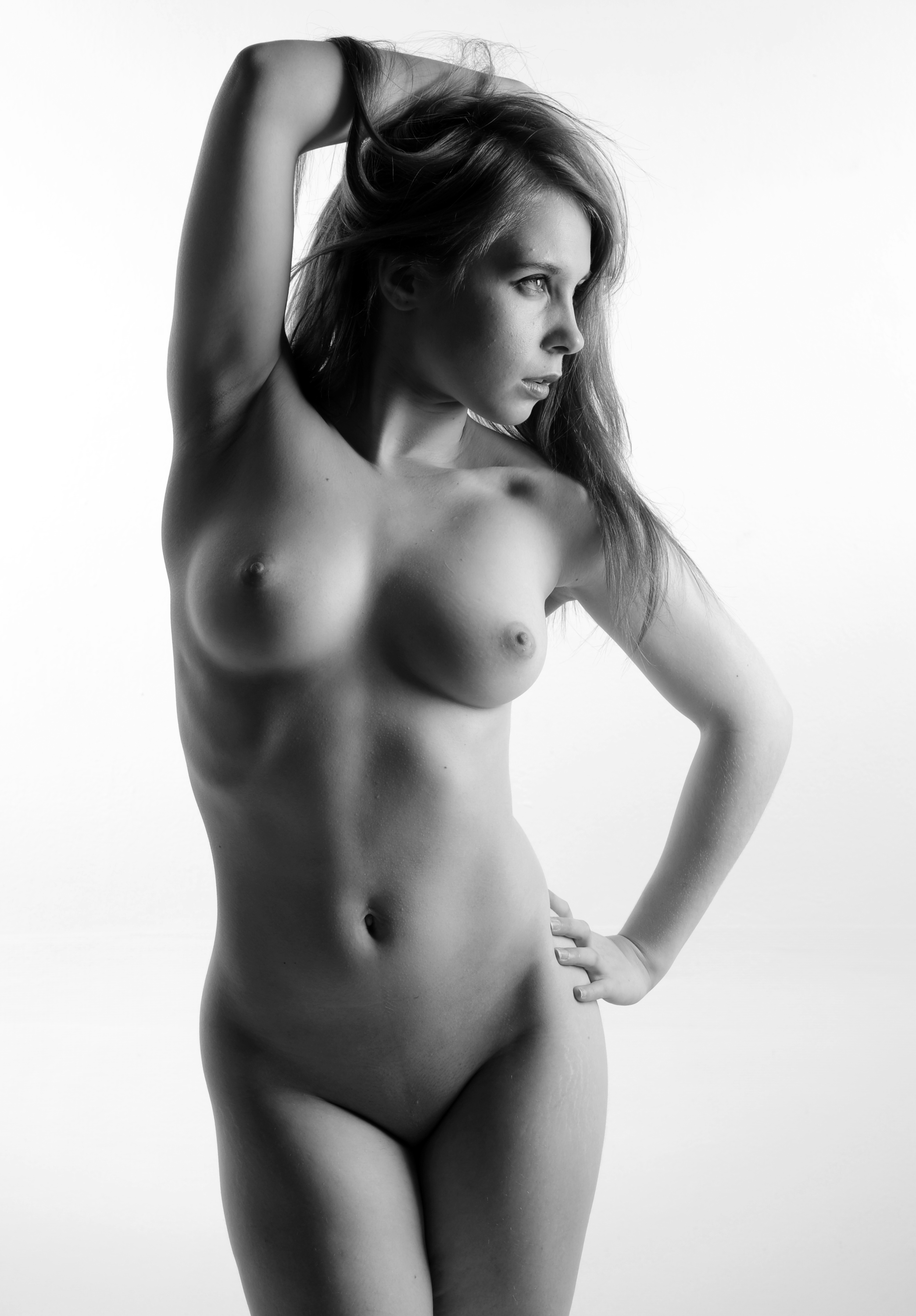
Jean-Christophe Destailleur, fotografia erotica del XXI secolo.

### Fotografia
Si può tranquillamente affermare che la scoperta e l'evoluzione della fotografia erotica è stata una tappa di fondamentale importanza per l'identificazione col mondo in cui viviamo oggi; un mondo di tendenza altamente audiovisiva il quale, naturalmente, si relaziona con la curiosità istintiva nei confronti del corpo umano nudo: apprezzato per la costruzione artistica, ma anche solo per il semplice piacere di dare libero sfogo all'immaginazione, mentre si ammira una figura che ha rotto gli oneri morali dati dalla costrizione all'abbigliamento.

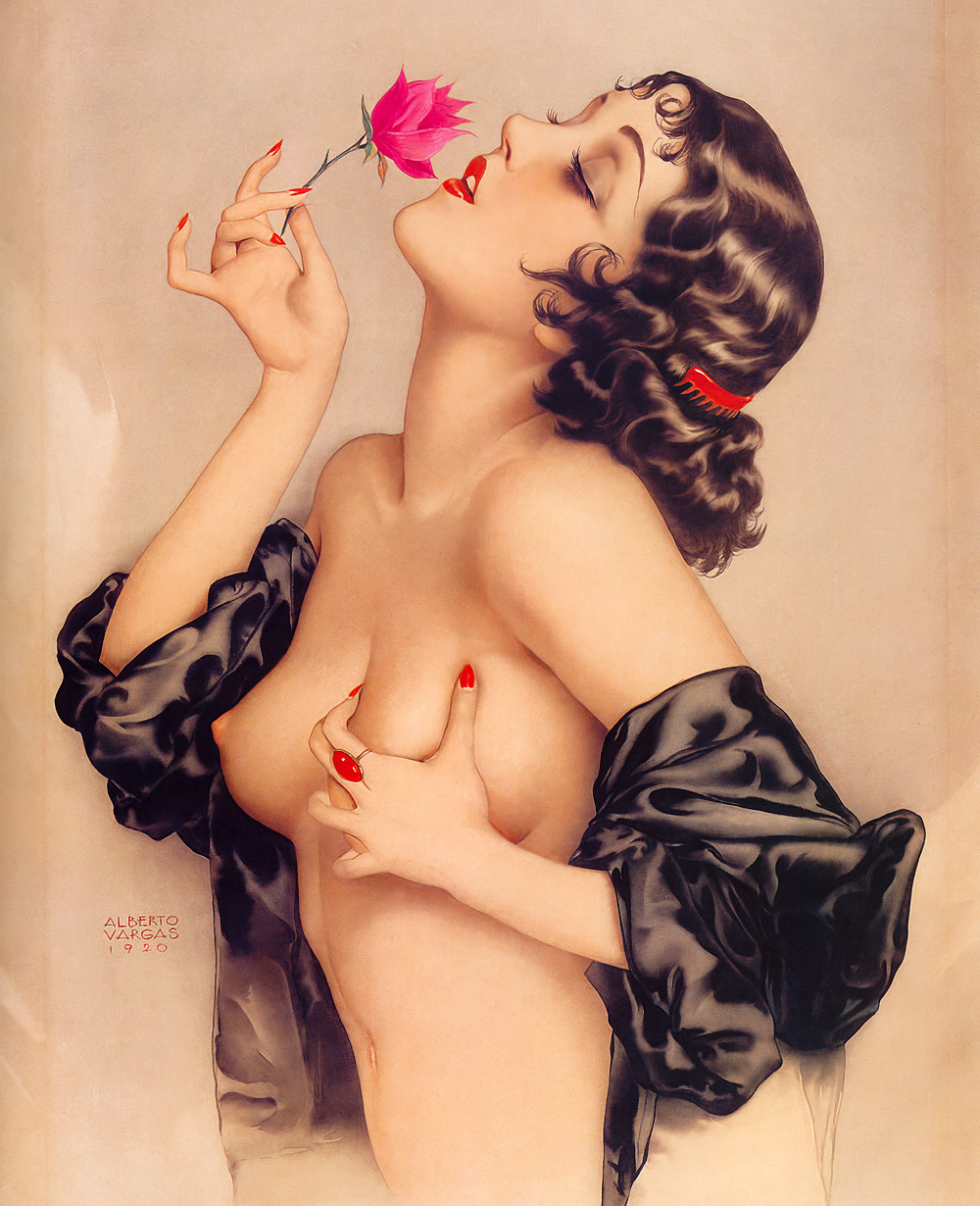
L'attrice Olive Thomas ritratta da Alberto Vargas, 1920.

#### Tra erotismo e ingenuità
Arte ed erotismo sono due dei principali elementi delle immagini "pin up" (sia fotografiche che di graphic design); illustrazioni che mostrano ragazze con pose sessualmente suggestive, sorridenti e che danno una sorta di saluto. Il loro fascino risiede nelle posture mirate, nei gesti e negli sguardi, non tanto quindi in ciò che mostrano esplicitamente ma invece da quello che sembrano suggerire, attraverso ad esempio l'orlo di una gonna con estrema ingenuità rialzato, mostrando un accenno di lingerie, quanto basta per erotizzare l'intera scena.
Raramente le pin up appaiono completamente svestite, mentre le si possono ammirare in costume da bagno o in pantaloncini corti, o con vestiti alla marinara o militari in versione sexy; queste immagini venivano distribuite dal governo ai soldati statunitensi al fronte durante la seconda guerra mondiale e venivano appese sopra ai loro letti per sollevarne lo spirito.
Tali immagini seguono un modello ben preciso: sono belle donne estremamente sexy, di solito "catturate" in situazioni alquanto compromettenti, con un erotismo ed allo stesso tempo un'ingenuità che trasuda da tutti i pori. Generalmente apparivano sulle copertine delle riviste, nei fumetti e sui calendari.
Le pin up hanno rivoluzionato il concetto di bellezza, dando corpo ad una nuova icona di femminilità, quella della "ragazza della porta accanto".

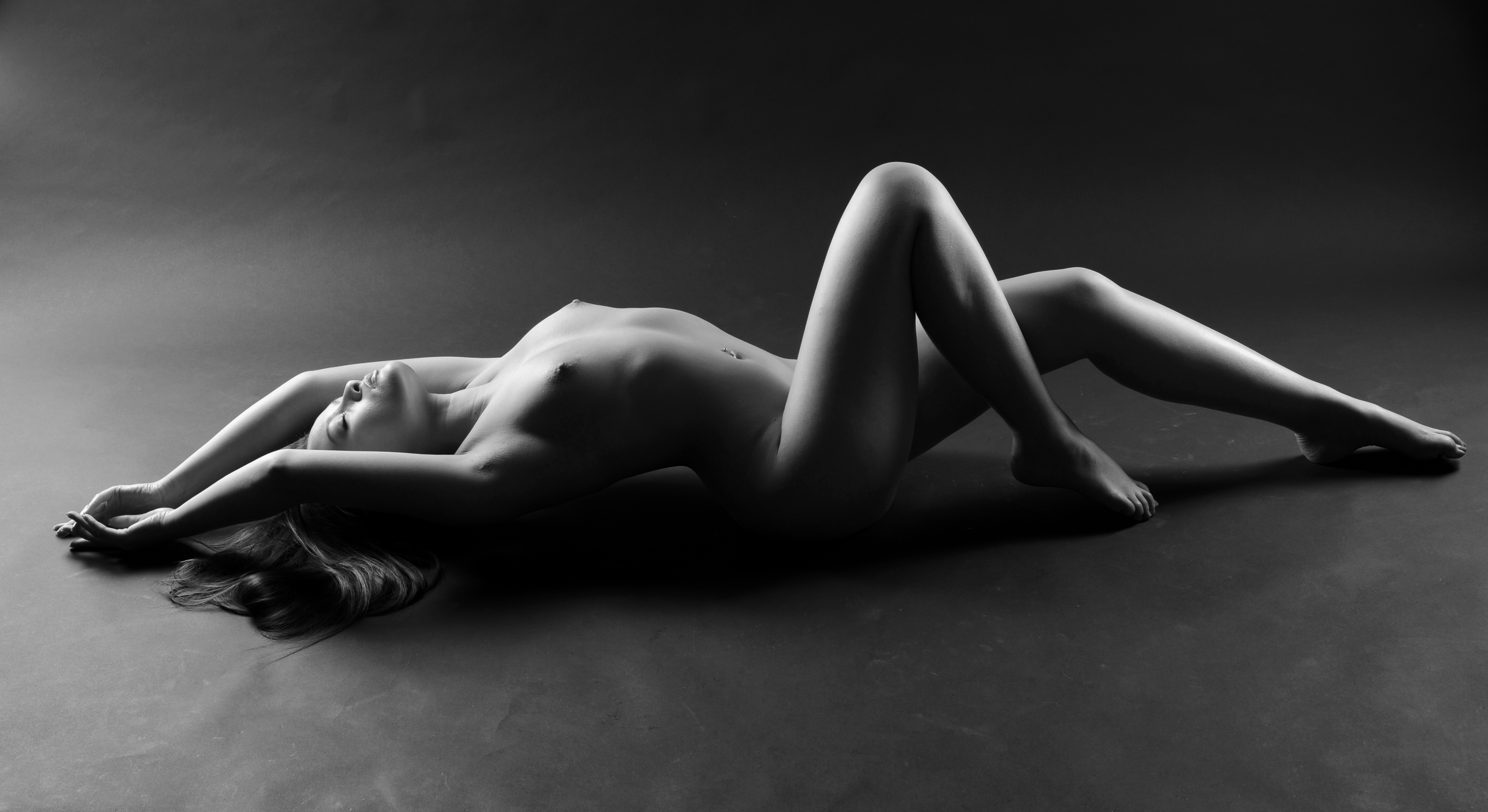
Donna nuda reclinata, di Jean-Christophe Destailleur.

#### Fashion
Citando Nicolas Poussin (pittore francese del XVII secolo) "lo scopo dell'arte è il diletto"; si può pertanto dire che la fotografia erotica diviene una piena forma d'arte quando, soprattutto se è minimamente espressiva, cattura tutta la bellezza del modello o della modella, plasmandola però con una certa eleganza, attrattività fisica e sensualità, mostrando un bel corpo femminile o maschile come forma a sé stante e sostanza rappresentativa dell'intero genere femminile-maschile.
La fotografia concentra i riflettori sul corpo nudo o quasi nudo con uno scopo completamente artistico (illuminazione, elaborazione, colore, messa a fuoco, ambientazione ecc.): erotismo ed eleganza sono le ragioni e i motivi principali di tutta la fotografia glamour.
 Il fotografo utilizza una combinazione di trucco e luci per produrre l'immagine più fisicamente attraente del modello, cercando di rappresentarne la forma più sensuale, ma con una certa raffinatezza.
A partire dagli anni novanta questo tipo di fotografia è di molto aumentato di popolarità tra il pubblico, con celebrità e star del cinema che vi si fanno immortalare sulle copertine delle riviste di riferimento col solo scopo di fermare il tempo con un'immagine spettacolare.

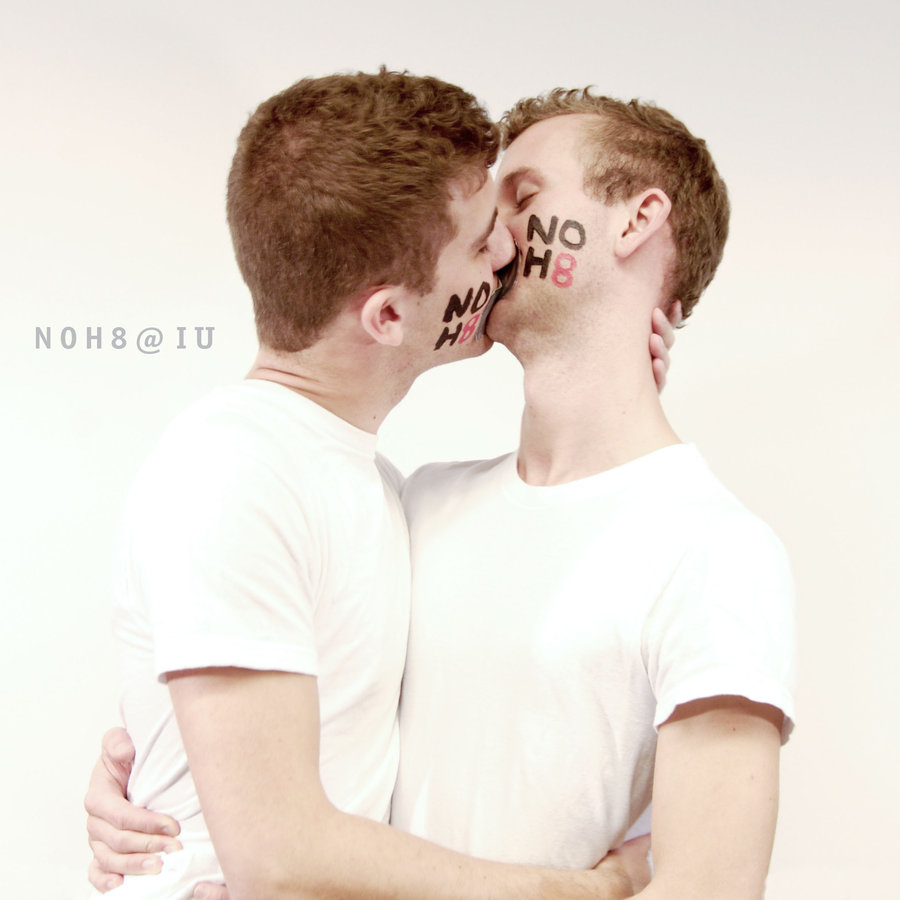
Foto di James Cummings (2009), per la NOH8 Campaign (No Hate-nessun odio).

### Cinema
I timori che ha suscitato la fotografia come mezzo di espressione, a causa dell'estremo realismo dato dalle sue immagini erotiche, vennero accresciuti ancor più con l'invenzione della cinematografia e della sua immediata rapidissima divulgazione. Le successive integrazioni, il suono e il colore, non ha fatto altro che rafforzare il suo effetto di fascinazione sul pubblico.
I vari meccanismi di censura che erano già in vigore per i libri e le immagini vennero presto stabiliti anche per il cinema; praticamente tutti i paesi istituirono un rigoroso sistema di preventiva censura cinematografica, ripetendo pedissequamente la storia già vista nel campo letterario, con divieti, sequestri e amputazione di opere, nonché con processi e sanzioni comminate ad autori e distributori.
I seguenti sono solo alcuni degli esempi più rappresentativi di questa fase finale, in cui si produsse un lento processo che giunse a mostrare la nudità ed esprimere l'erotismo anche in film commerciali e destinati quindi al grande pubblico:
- Un chant d'amour di Jean Genet
- La dolce vita (1960) di Federico Fellini
- Blow-Up (1966) di Michelangelo Antonioni
- Vilgot Sjöman
- Il Decameron (1971) di Pier Paolo Pasolini
- Domenica, maledetta domenica (1971) di John Schlesinger
- Ultimo tango a Parigi (1972) di Bernardo Bertolucci
- Emmanuelle (1974) di Just Jaeckin
- Histoire d'O di J. Jaeckin
- Ecco l'impero dei sensi (1976) di Nagisa Ōshima
- Caligola (1979) di Tinto Brass
- 9 settimane e ½ (1986) di Adrian Lyne
- L'amante (1992) di Jean-Jacques Annaud
- Basic Instinct (1992) di Paul Verhoeven
- Eyes Wide Shut (1999) di Stanley Kubrick
- The Dreamers - I sognatori (2003) di Bernardo Bertolucci

## Libri
- Pasolini, Guattari, Lattuada, Pivano, Cosulich, Zolla et al., Erotismo Eversione Merce, a cura di Vittorio Boarini, nuova edizione a cura di Fabio Francione, e contributi di Alessandra Cristiani, Simone Derai, Oliviero Ponte di Pino, Roberto Revello, Rocco Ronchi, Monica Stambrini, Federico Tiezzi e Fabrizio Sinisi, Mimesis Edizioni 2019

### Nel mercato pubblicitario
Pubblicità ed erotismo sono sempre andati di pari passo. 

### Erotismo omosessuale
Teorici come Eve Kosofsky Sedgwick, Gayle Rubin e Marilyn Frye scrivono ampiamente sul concetto di erotismo, da un punto di vista rispettivamente eterosessuale, lesbico e separatista, vedendolo ed intendendolo sia come forma politica che come critica culturale, da parte ad esempio dei gruppi sociali più emarginati come transgender e cisgender.
La teoria queer e gli studi queer considerano invece il concetto espressamente da una prospettiva non eterosessuale, considerando il punto di vista psicoanalitico e modernista dell'erotismo come eminentemente arcaico ed intriso di eterosessismo, scritto principalmente da e per un'élite, una manciata di uomini borghesi eterosessuali che hanno scambiato le proprie inclinazioni sessuali represse con la norma generale.
Con omoerotismo ci si riferisce alla tendenza sociale caratterizzata dalla presenza di sensazioni erotiche o di desiderio che si concentrano su una figura o immagine che rappresenta una persona dello stesso sesso.
L'omoerotismo viene molto apprezzato come espressione artistica nelle arti visive, in letteratura o nell'ambito dello spettacolo, e si caratterizza per la rappresentazione emotiva del desiderio omosessuale. Ha avuto la sua espressione più alta nell'antichità classica greco-romana, è sorto a nuova vita durante il Rinascimento italiano ed ha trovato nuove fonti creative a partire dal XIX secolo con le tecniche espressive della fotografia e del cinema.

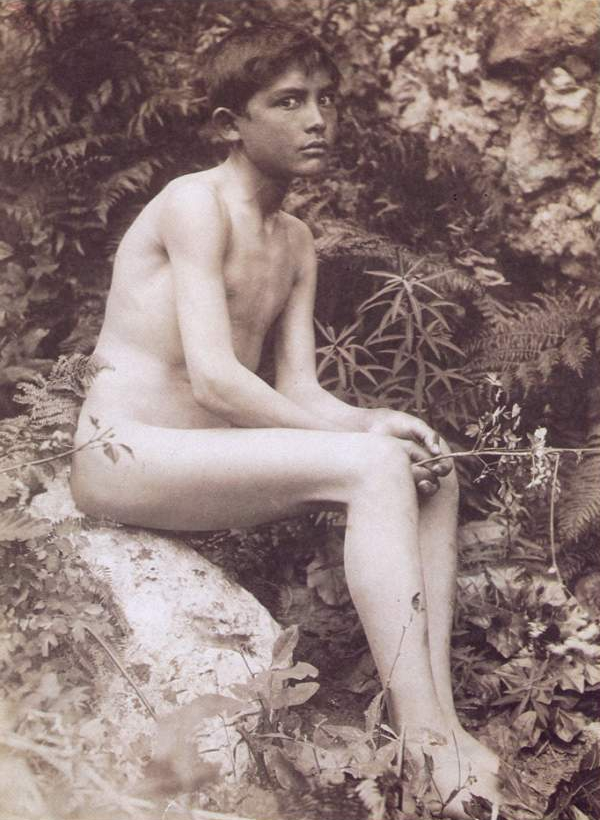
Foto di Wilhelm von Gloeden.

## Dialogo erotico online
Con l'avvento di Internet si è sviluppata una nuova forma di erotismo interamente basato sulla fantasia e l'uso delle parole; alcune persone preferiscono una tale forma di erotismo in quanto permette di parlare delle proprie più recondite fantasie sessuali in forma anonima, del tutto liberi quindi dalle inibizioni e costrizioni sociali della vita reale.
Durante i dialoghi erotici via web, i partner s'impegnano in un "gioco di ruolo sessuale" chiamato scenario virtuale, ove ci si può pensare ed esprimere in situazioni erotiche anche molto esplicite, con un'accurata descrizione dei propri desideri e fantasie. Queste simulazioni, portate agli estremi, rendono il personaggio molto realistico con una caratterizzazione ben approfondita.
Una tradizione di corrispondenza erotica esisteva già da molto tempo in ambito letterario, uno dei casi più noti è quello costituito dal carteggio e dallo scambio epistolare tra George Sand e Alfred de Musset; è stato usato anche nelle lettere di Mozart e di James Joyce indirizzate alle rispettive mogli.
La novità, come detto, è oggi data dall'anonimato erotico, dall'immediatezza e dalla rapida disponibilità di nuovi e differenti partner appartenenti a diversi contesti socio-culturali, in grado di soddisfare tutte le fantasie.

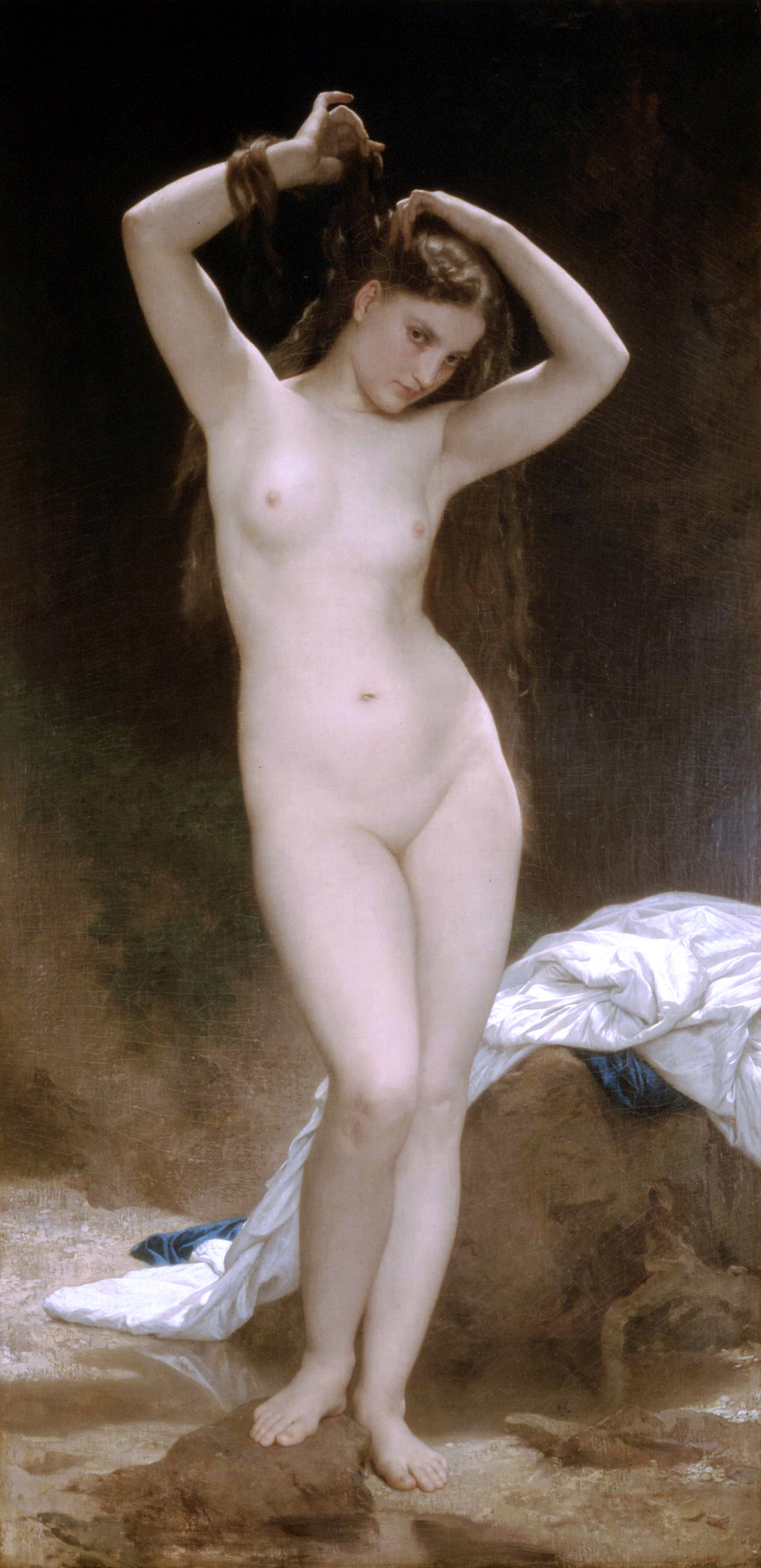
La bagnante (1870), di William-Adolphe Bouguereau.